# 1885 na música

## Nascimentos
| Data           | Nome               | Profissão     | Nacionalidade  | Observações | Ref |
| -------------- | ------------------ | ------------- | -------------- | ----------- | --- |
| 27 de janeiro  | Jerome Kern        | compositor    | Estados Unidos | m. 1945     |     |
| 9 de Fevereiro | Alban Berg         | compositor    | Áustria        | m. 1935     |     |
| 27 de Junho    | Guilhermina Suggia | violoncelista | Portugal       | m. 1950     |     |

## Mortes
| Data       | Nome             | Profissão            | Nacionalidade | Observações | Ref |
| ---------- | ---------------- | -------------------- | ------------- | ----------- | --- |
| 11 de Maio | Ferdinand Hiller | maestro e compositor | Alemanha      | n. 1811     |     |